# Tasmaniosoma barbatulum
Tasmaniosoma barbatulum (лат.) — вид двупарноногих многоножек из семейства Dalodesmidae отряда многосвязов (Polydesmida). Эндемик Тасмании (Австралия). Встречаются в северо-восточной части острова (Scamander, Tas).

## Описание
Длина самцов 10 мм, ширина около 1 мм (самки не найдены). Прижизненная окраска неизвестна. Обитают в подстилочном слое эвкалиптового леса, под корнями и под корой. Тело состоит из 19 сегментов (у ювенильных особей меньше). Метатергиты без туберкул. Тергиты в средней части тела примерно вдвое шире своей длины. Дорсальная бороздка отсутствует. Голова крупная и округлая; глаз нет. Телоподы выглядят как обычные ноги. От близкого вида Tasmaniosoma orientale, с которым вероятно симпатричен, отличается строением гениталий и наличием «бороды» (отсюда и название вида barbatulum, «с небольшой бородкой») — гребневидных выступов на телоподитах гонопод. Впервые вид был описан в 2010 году австралийским зоологом Робертом Месибовым (Robert Mesibov, Queen Victoria Museum and Art Gallery, Лонсестон, Тасмания, Австралия).